# オートコミュニケーションズ
株式会社オートコミュニケーションズ（英文社名Auto Communications Co., Ltd.)は、東京都品川区東五反田に本社を置く企業である。

## 概要
新車・中古車販売店「オニキス」を全国で展開する。その他「新車半額 ワンナップシステム」、オートリース「フラット7」、45分スピード車検「ウルトラ車検」ブランドなどを展開する。

## 沿革
- 1987年（昭和62年）- 日昇自動車販売株式会社が業界初となる「新車低金利販売」サービスを導入。
- 1988年（昭和63年）- 新車・中古車販売店「オニキス（ONIX）」の全国展開を開始。
- 1989年（平成元年）- 日本初となる残価設定型オートローンによる「新車半額 ワンナップシステム」サービスを開始。
- 1991年（平成3年）- オニキス運営本部を分社化し、株式会社オニキスコーポレーションを設立。
- 2004年（平成16年）- 全国のオニキス加盟店が500店舗になる。
- 2015年（平成27年）- 個人向け軽自動車リース「フラット7」ブランド開発、全国展開を開始。
- 2016年（平成28年）-「ウルトラ車検」ブランドを開発、全国展開を開始。
- 2018年（平成30年）-「ウルトラマンシリーズ」をブランドキャラクターに採用。
- 2021年（令和3年）3月1日 - 株式会社オートコミュニケーションズに社名変更。